# ليدي مينه
ليدي مينه هي متسابقة ملكة الجمال وعارضة إكوادورية، ولدت في 1987 في غواياكيل في الإكوادور.